# 홍길동 작전
홍길동 작전(洪吉童 作戰)은 베트남 전쟁 중 대한민국 국군의 대규모 작전이었다. 

## 개요
48일 동안 지속된 이 작전은 대한민국 국군의 지역으로 침입해 들어오는 북베트남군을 물리쳐 대한민국 국군의 큰 성공으로 여겨진다. 국군 26명이 전사하고 북베트남군 638명이 전사해 24:1의 사상자 비율을 기록했다. 전투 후 국군은 98정의 다목적 화기와 359정의 개인 화기를 노획했다.

## 같이 보기
- 오작교 작전